# Psephotus
Psephotus is een geslacht van vogels uit de familie Psittaculidae (papegaaien van de Oude Wereld).

## Soorten
Het geslacht kent de volgende soort:
- Psephotus haematonotus – Roodrugparkiet